# Yttergrunds fyr
Yttergrunds fyr är en finsk fyr på holmen  
Södra Yttergrund i  Kristinestads kommun som tändes första gången den 18 september 1892. Det är Finlands näst högsta fyr med en lyshöjd på 43,6 meter. 
Yttergrund var tidigare bara utmärkt med en båk, men år 1880 tillsattes en kommitté för att utreda hur de utmanande farvattnen utanför holmarna skulle säkras. Man beslöt att bygga en fyr på den största ön där den kunde placeras på stadig berggrund och 1890 beställde man ett fyrtorn av Maskin och Bro i Helsingfors. Det byggdes av stål i hamnen i Sörnäs och blev tio våningar högt. Tornet monterades ned och delarna transporterades till Sideby där de restes på en murad stengrund på Yttergrunds högsta punkt. En spiraltrappa med 230 steg ledde upp till toppen.

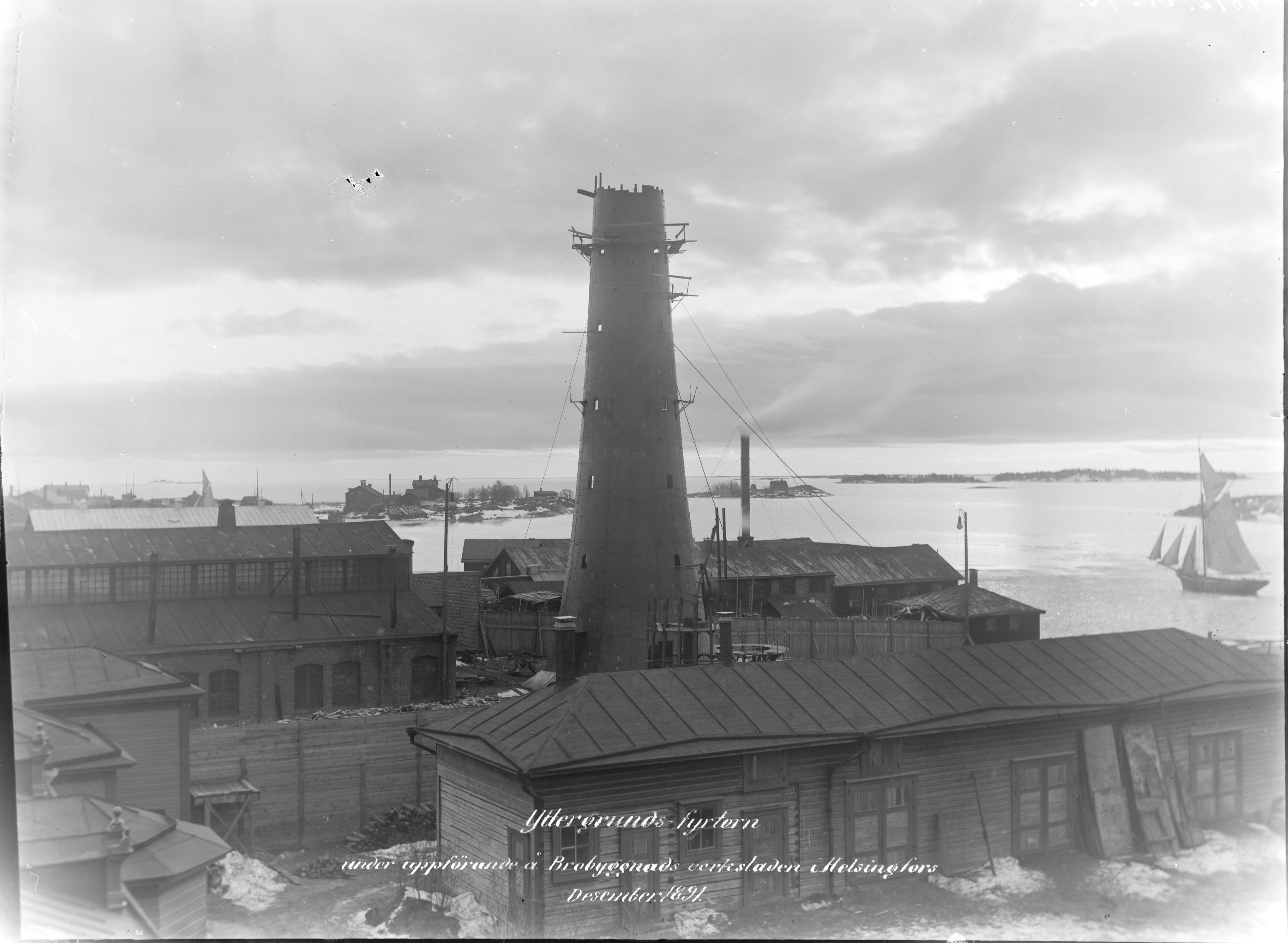
Tornet under byggnad i Sörnäs 1891.

Fyrens två linsapparater, som är placerade ovanpå varandra,   tillverkades av den franska firman Barbier och monterades av Josef Fretz som tre år tidigare varit med om att uppföra Eiffeltornet i Paris. Vanligtvis användes endast den ena, men vid dålig väderlek med svåra siktförhållanden tände man lyktan i båda linser så att ljusvidden blev 14 sjömil.
Fyren sköttes av tre fyrvaktare och en fyrmästare till 1926 då bemanningen drogs ned till två personer. Under första världskriget inspekterades den flera gånger av rysk militär, men fyrvaktarnas arbete fortsatte som vanligt. År 1904 ersattes veken i fotogenlamporna med glödnät och lysvidden ökades till 18 sjömil. De  ersattes med Dalén-ljus med acetylen 1931 och samma år ändrades fyrkaraktären från fast sken till den nuvarande. År 1963 elektrifierades fyren med ström från fastlandet och avbemannades. Den lotsverksamhet som fanns på Yttergrund upphörde på  1920-talet. 
Staten löste in Yttergrund för 4 000 finska mark år 1891 då fyren skulle byggas och idag ägs holmen och byggnaderna av Forststyrelsen medan Trafikledsverket ansvarar för fyren.  
Den är stängd för allmänheten men 
Sideby skifteslag och Finlands fyrsällskap hoppas att den kan öppnas för besökare.